# Aymon de la Porte Saint-Ours
Aymon de la Porte Saint-Ours († 3 janvier vers 1176/1179 ) est un ecclésiastique valdôtain qui fut évêque d'Aoste actif de  1170 à 1176.

## Biographie
Aymon de la Porte Saint-Ours (latin: de Porta Sancti Ursi) appartient à une  famille noble d'Aoste dont la résidence urbaine se trouvait dans une des Portes romaines d'Aoste et qui donnera cinq évêques au diocèse d'Aoste. Il est le fils de Simon et le frère de Jacques Ier seigneur de la Porte Saint-Ours, dont la lignée prend le titre de seigneur de Quart au début du XIIIe siècle.   
Aymon est chanoine régulier du prieuré de Saint-Ours lorsqu'il est nommé évêque d'Aoste. Il apparait dans quelques actes entre 1170 et le 20 avril 1176. Il est sans doute élu évêque en 1170 car un document de 1174 indique que c'est la quatrième année de son épiscopat. Au début de son épiscopat une sentence arbitrale de Pierre II, archevêque de Tarentaise, règle un litige entre le chapitre et l'évêque au sujet des paroisses de Châtillon et de Jovencan. Selon l'obituaire de la Cathédrale d'Aoste il meurt un 3 janvier d'une année non précisée. Lors du Troisième concile du Latran en 1179 l'évêque d'Aoste n'est pas présent et la province ecclésiastique de Tarentaise n'est représentée que par l'archevêque et un suffragant Conon évêque de Sion.